# Cerautola legeri
Cerautola legeri е вид пеперуда от семейство Синевки (Lycaenidae).

## Разпространение
Видът е разпространен в Нигерия.